# RMS Atlantic
RMS Atlantic byl zaoceánský parník společnosti White Star Line, který sloužil na trase Liverpool – New York. Během jeho 19. plavby, 1. dubna 1873, narazil do skály a potopil se u pobřeží Nového Skotska. Zemřelo 562 lidí na palubě. Byla to největší civilní námořní katastrofa v dějinách, dokud se nepotopil v roce 1904 dánský parník SS Norge.

## Historie
Atlantic byl vybudován v loděnicích Harland & Wolff v Belfastu v roce 1870 a byla to druhá loď pro znovuzrozenou společnost White Star Line. Poháněn byl parním motorem o výkonu 600 k s jedním šroubem a čtyřmi stožáry s plachtami. Na svou první plavbu do New Yorku vyplul 8. června 1871.

## Potopení
20. března 1873 vyplul Atlantic na svou 19. plavbu z Liverpoolu z 952 lidmi na palubě, ze kterých 835 bylo cestujících. Během plavby se posádka rozhodla, že se zastaví v Halifaxu v Novém Skotsku kvůli doplnění uhlí pro parní stroj.
Když se loď 31. března večer přibližovala k Halifaxu, byli do půlnoci na můstku kapitán a 3. důstojník. Poté Atlantic vplul do bouře rychlostí 12 uzlů (22 km/h) s malou viditelností a rozbouřeným mořem. Ačkoli to cestující a posádka nevěděli, byl Atlantic asi 20 km na západ mimo kurs od halifaxského přístavu.
Ve 2 hodiny ráno místního času, 1. dubna 1873, najel Atlantic na skálu pod hladinou zvanou Marr's Head 50 metrů od Meagher's Island. Záchranné čluny byly sice spuštěny, ale byly smeteny rozbouřeným mořem když se loď začala potápět. Při této katastrofě zemřelo 562 lidí. Podle seznamu pasažérů bylo na palubě 156 žen a 189 dětí, včetně dvou, které se narodily během plavby. Přežil jen jeden chlapec, John Hindley. Téměř každý člen posádky přežil. Přežilo celkem 390 lidí z 952 na palubě. Byla to nejhorší katastrofa v severním Atlantiku, dokud se nepotopil v roce 1904 parník SS Norge u Rockallu 28. června 1904.